# Angelo Comastri
Pour les articles homonymes, voir Comastri.
Angelo Comastri (né le 17 septembre 1943 à Sorano, dans la province de Grosseto, en Toscane) est un cardinal italien de la curie romaine, président de la Fabrique de Saint-Pierre, vicaire général pour la Cité du Vatican et archiprêtre de la basilique Saint-Pierre entre 2005 et 2021.

## Biographie

### Enfance et études
Angelo Comastri suit ses études de philosophie et de théologie au Grand séminaire romain et à l'Université pontificale du Latran, où il obtient une licence en théologie.

### Prêtre
Ordonné prêtre le 11 mars 1967, son premier ministère comme vice-recteur du séminaire de Pitigliano ne dure que quelques mois. En effet, dès 1968, il se rend à Rome pour travailler à la Congrégation pour les évêques. Trois ans plus tard, il repart pour la Toscane, où il devient supérieur du séminaire diocésain. De 1979 à 1990, il exerce un ministère paroissial, comme curé de Porto Santo Stefano, charge qu'il occupera pendant onze ans. C'est dans cette paroisse qu'il a accueilli pour la première fois Mère Teresa de Calcutta, avant de la rencontrer à plusieurs autres reprises.

### Évêque
Nommé évêque de Massa Marittima-Piombino le 25 juillet 1990, il est consacré le 12 septembre de la même année par le cardinal Gantin avec comme co-consécrateurs Gaetano Bonicelli (it) et Eugenio Binini (it). Il doit cependant démissionner de cette charge le 3 mars 1994 en raison d'une maladie du cœur. Déchargé de son diocèse, il devient néanmoins président du Centre national italien des vocations et vice-président du Comité national pour le Jubilé de l'an 2000. Du 9 novembre 1996 au 5 février 2005, il est archevêque, prélat de Lorette. Pendant neuf ans, il se charge de l'accueil des pèlerins, prêche le Carême et publie de nombreux ouvrages de spiritualité. En plus de son ministère, il assume plusieurs responsabilités : président de la Région ecclésiastique des Marches, président du Comité pour les congrès eucharistiques nationaux, président du Comité national des sanctuaires italiens et vice-président de l'Académie pontificale de l'Immaculée.
En 2005, il est nommé vicaire général pour la Cité du Vatican, président de la Fabrique de Saint-Pierre et coadjuteur de l'archiprêtre de la basilique Saint-Pierre. Dès lors, on le voit dans de nombreux reportages portant sur le Vatican ou la basilique Saint-Pierre, n'hésitant pas à ouvrir les portes de cette dernière aux caméras de télévision.

### Cardinal
Benoît XVI le nomme archiprêtre de la basilique Saint-Pierre de Rome le 31 octobre 2006 et le crée cardinal au consistoire du 24 novembre 2007 avec le titre de cardinal-diacre de San Salvatore in Lauro. Il opte pour l'ordre des cardinaux-prêtres le 19 mai 2018. 
Le 12 juin 2008, il est nommé membre de la Congrégation pour les causes des saints.
Le 5 septembre 2010, le cardinal Comastri baptise les princes français Louis et Alphonse, jumeaux du duc d'Anjou Louis de Bourbon, en la basilique Saint-Pierre de Rome.
Il participe au conclave de 2013 au cours duquel est élu le pape François
Le 20 février 2021, le pape François accepte sa démission de ses mandats de président de la Fabrique de Saint-Pierre, de vicaire général pour la Cité du Vatican et d’archiprêtre de la basilique Saint-Pierre.
Il atteint la limite d'âge le 17 septembre 2023, ce qui l'empêche de participer aux votes du prochain conclave.